# Alvena lindaräng

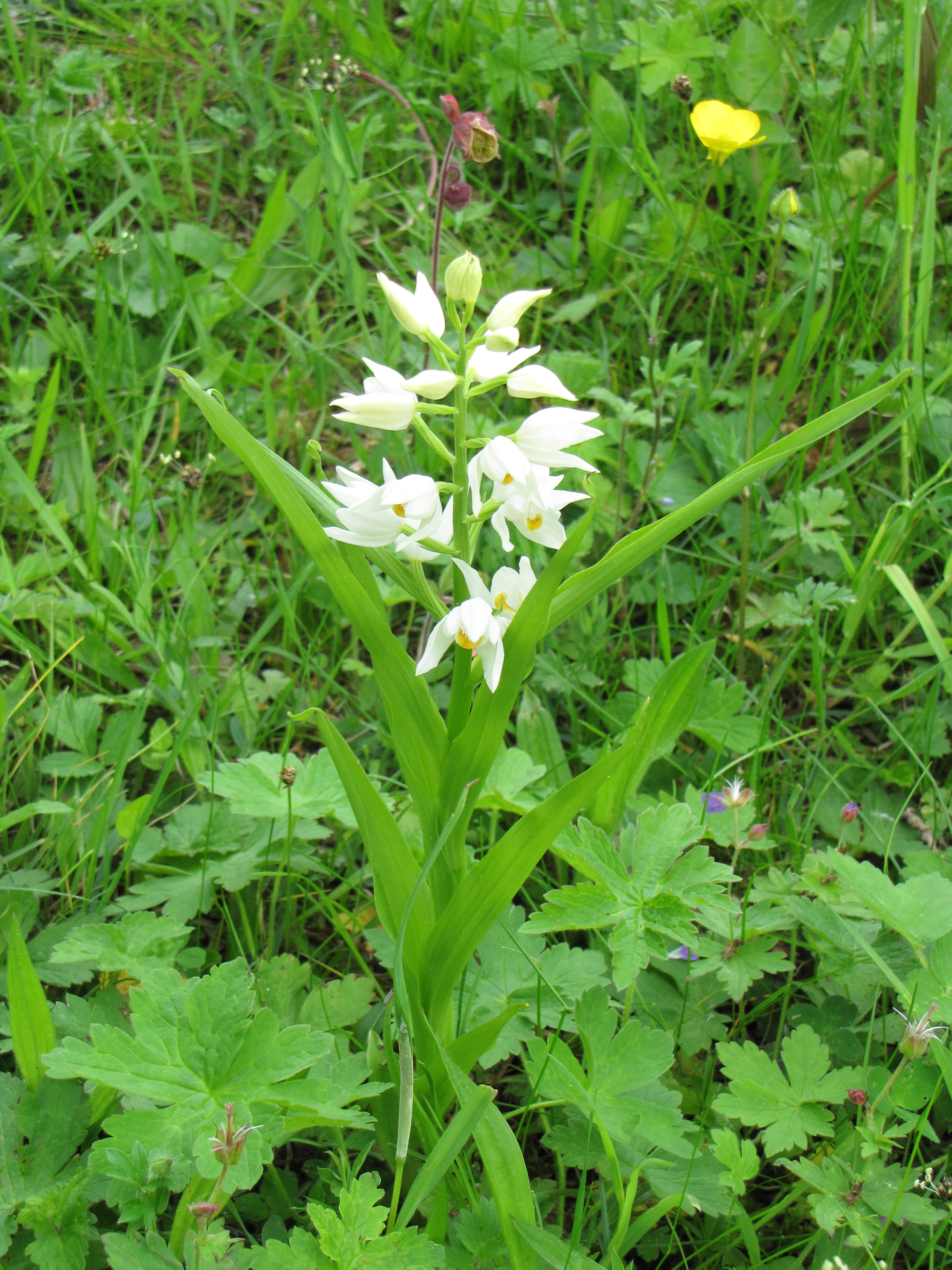
Svärdsysyssla i Alvena lindaräng

Alvena lindaräng är ett naturreservat och natura 2000-område i Vallstena socken på Gotland.
Alvena lindaräng är ett av de största hävdade ängena på Gotland, och omges av åkermark. Trädbeståndet domineras av skogslind och bildar Gotlands största bestånd av trädet. Förutom lind förekommer ek, ask, lundalm och enstaka björkar och aspar. Floran i Alvena lindaräng är rik på örter. Särskilt orkidéer är vanliga, tolv olika arter har påträfftas i änget. Svinroten förekommer i hela änget. Brudsporre och nattviol blommar rikligt före midsommar. Starar och kajor frekventerar flitigt änget. I gamla ihåliga träd häckar halsbandsflugsnappare och kattuggla.
I änget finns även ett flertal fornlämningar såsom kämpagravar (husgrunder) och stensträngar.